# Style manuélin

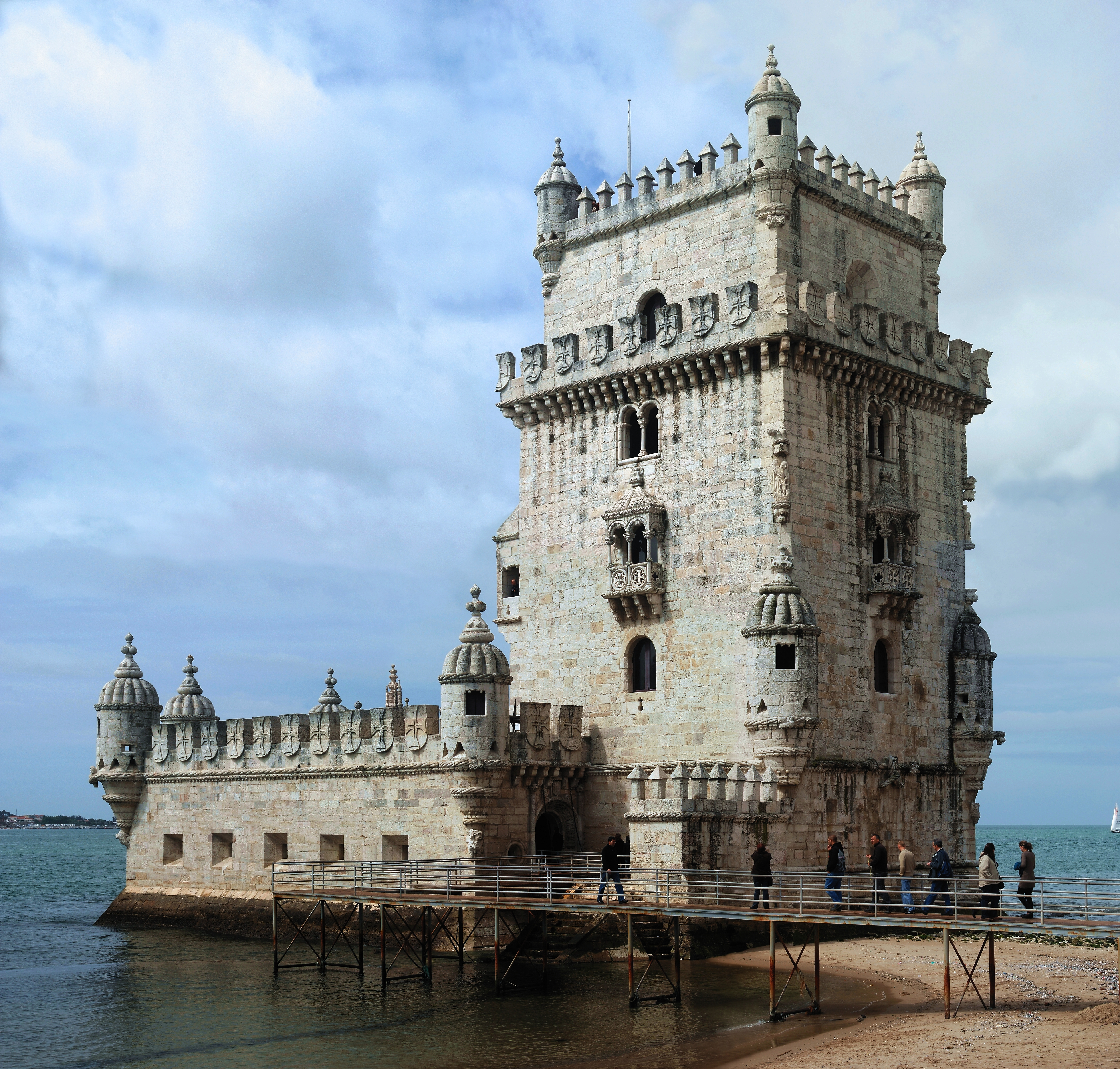
La tour de Belém à Lisbonne est l'un des exemples les plus représentatifs du style manuélin.

Le style manuélin ou art manuélin est un terme adopté au XIXe siècle afin de désigner l’architecture qui a connu son apogée sous le règne du roi Manuel Ier du Portugal à la fin du XVe siècle mais qui fut développée bien avant son règne, à partir notamment du gothique espagnol (lui-même issu du gothique français, l'art français influençant directement l'art du Portugal) dont les Portugais s'émancipent avec l'essor du style manuélin. Cette architecture concilie le style gothique flamboyant, en vogue dans toute l'Europe exception faite de l'Italie, mâtiné au Portugal de mudéjar, avec les apports de la Renaissance italienne qui commence alors tout juste à germer dans la péninsule ibérique. Le Portugal devient au XVe siècle la première puissance maritime du monde et les Grandes découvertes de la fin du siècle ainsi que l'établissement de comptoirs en Extrême-Orient apportent une grande richesse et une nouvelle vision du monde. De lointaines civilisations se découvrent au monde et beaucoup d’artistes étrangers viennent travailler au Portugal : de cette rencontre de cultures est né le style manuélin,.

## Description

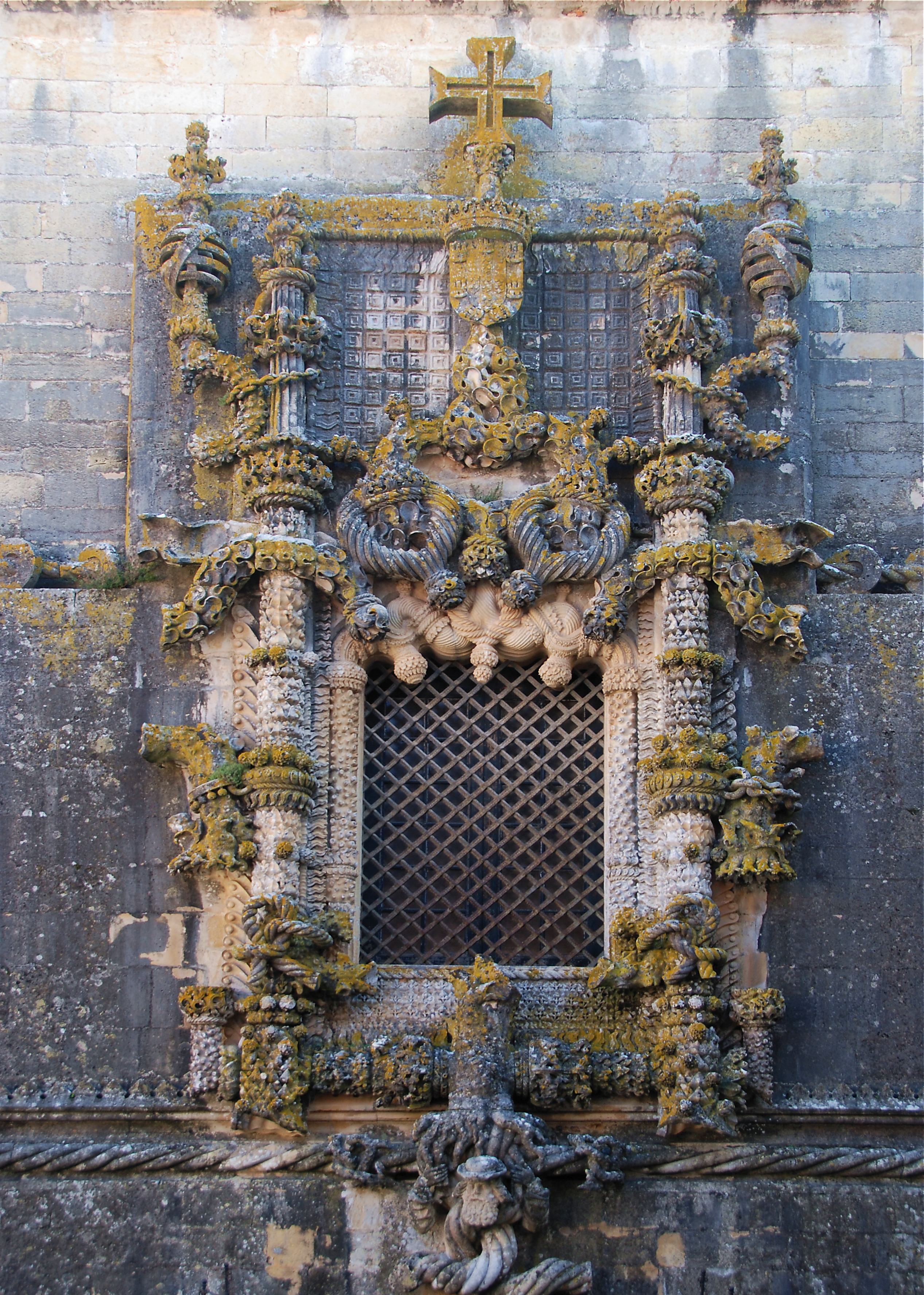
Fenêtre ouest du Couvent du Christ à Tomar.

### Caractéristiques
Le style manuélin se caractérise par un décor exubérant, très éclectique, qui trouve son origine première dans le vocabulaire ornemental gothique importé depuis la France se mêlant aux motifs originaux des artistes portugais sur les édifices religieux et monuments de l'époque. La persistance de l'architecture romane au Portugal se manifeste à de nombreuses reprises sur les édifices de style manuélin, qui combinent cette influence avec les apports de la Renaissance italienne ainsi qu'avec la résurgence d'ornements d'origine mauresques souvent noyés dans un luxuriant décor gothique naturaliste. Les sculpteurs portugais trouvèrent dans la faune et la flore maritime, ainsi que dans les agrès et les cordages des navigateurs de nouvelles sources d'inspiration, qui se mêlent aux influences déjà citées. Ainsi, coquillages, coraux, vagues, poissons, ancres, instruments de navigation et cordages se mêlent à la sphère armillaire et la Croix du Christ, symboles personnels du roi Manuel Ier du Portugal et le reflet du pouvoir temporel et spirituel qu’il ambitionnait. Beaucoup d’autres symboles profanes et religieux ont été adoptés et ornèrent avec exubérance l’architecture gothique,.

### Développement

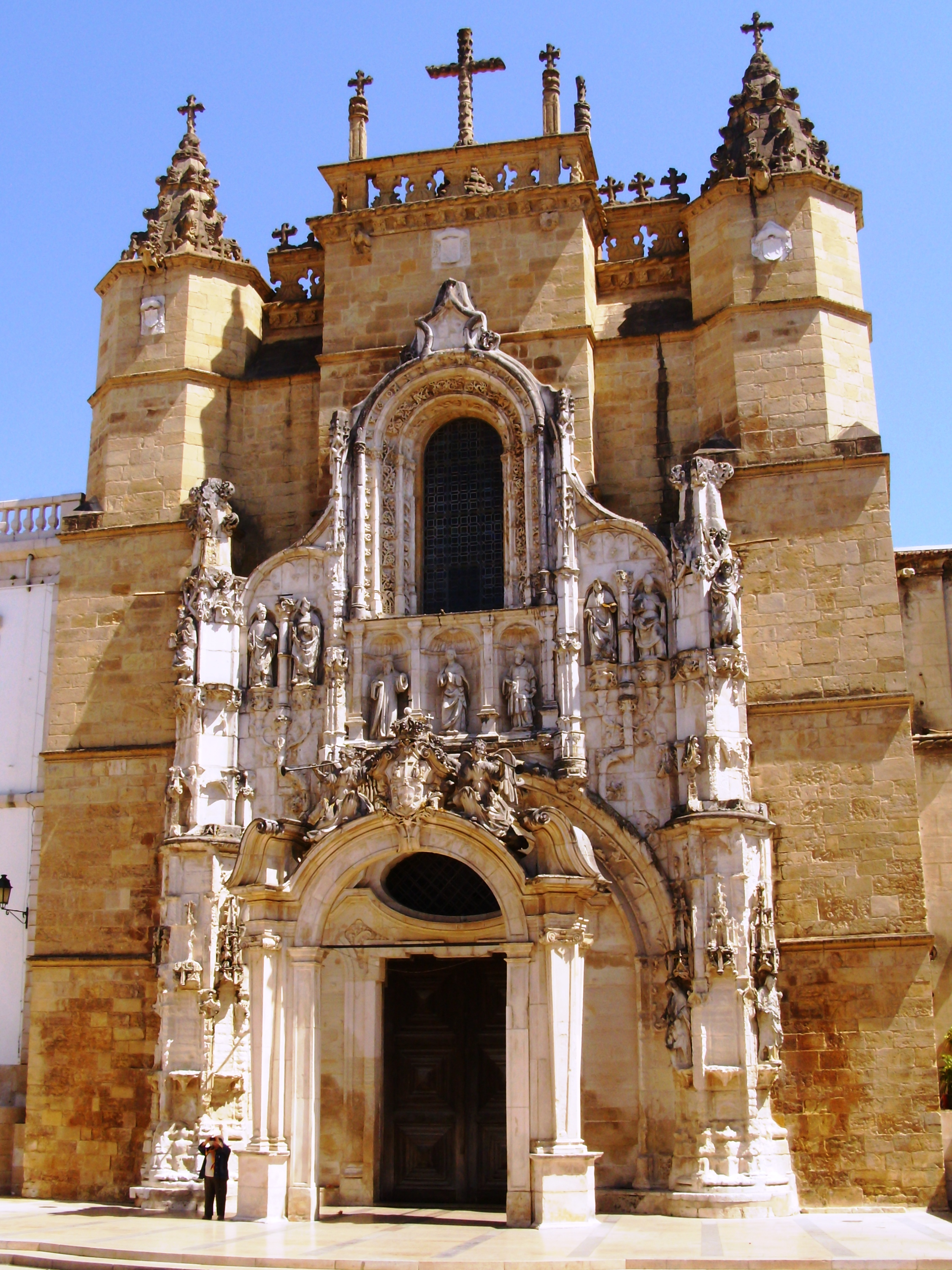
Façade du Monastère de la Sainte-Croix de Coïmbre

Le style manuélin se déploya tout particulièrement dans les grandes abbayes médiévales nouvellement construites, et notamment à Batalha, abritant le panthéon funéraire de la dynastie d'Avis. Batalha était alors considéré comme le centre incontestable de l'art national, et c'est bien de cette ville que sortit toute une génération d'architectes et de sculpteurs qui diffusèrent le style manuélin à travers tout le pays. Ainsi, Boytac, maître des œuvres royales de 1490 à 1522 fut chargé de poursuivre la construction du Cloître royal de Batalha, il y réalisa notamment les remplages complexes qui ornent les baies du cloître. Le monastère des Hiéronymites, due en grande partie à Boytac, constitue une des œuvres manuélines les plus éloquentes, avec la tour de Belém construite non loin de là. Mateus Fernandes le père réalisa à Batalha le grand portail de la rotonde funéraire, tandis que la rotonde des Templiers de Tomar fut construite sur les plans de Diogo de Arruda. Le frère cadet de celui-ci, Francisco, réalisa la Tour de Belém en 1514. Joao de Castilho fut enfin le dernier maître manuélin, et termina le cloître de Belém avec l'architecte Lourenço Fernandes. De Castilho réalisa également de grands édifices monastiques à Tomar, bien après la mort de Manuel Ier. Le style manuélin s'est également épanoui à Coimbra, à Evora, à Sintra ainsi qu'à Béja, sans oublier Vizeu, Setubal et Viana dans l'Alemtejo,.

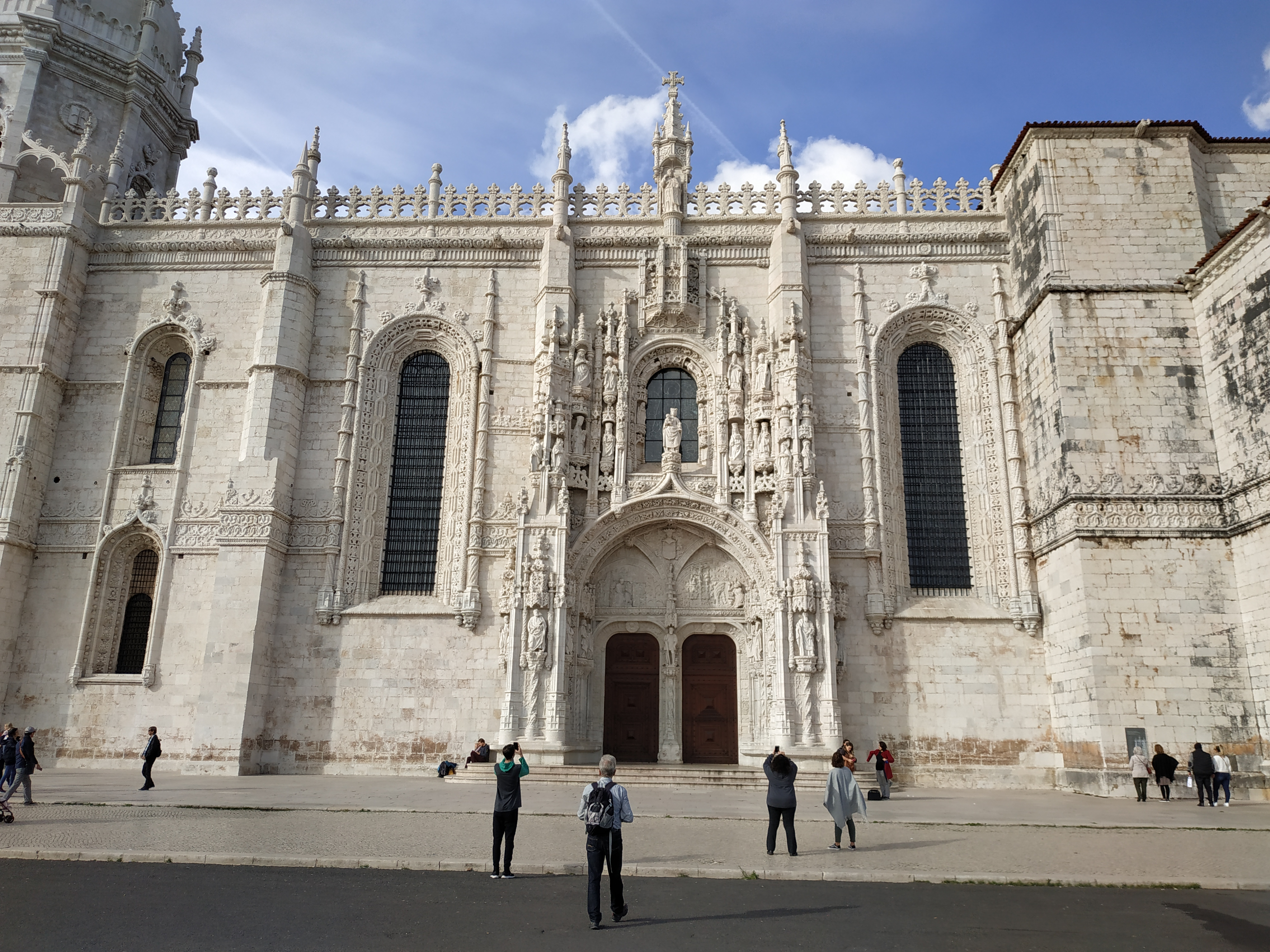
Le monastère des Hiéronymites, construit à Lisbonne.

La première phase de l'art manuélin était exubérante, et se caractérisait par un décor d'inspiration naturaliste, plus éloigné du style gothique par le traitement du relief, des courbes et des volumes que ne l'étaient les réalisations espagnoles contemporaines. Dans un second temps, l'art manuélin s'enrichit du répertoire ornemental de la Renaissance, cette phase s'illustre spécifiquement par le travail de Joao de Castilho. Ce dernier adopta cette influence dans l'étage qu'il éleva au cloître cistercien de Dom Diniz à Alcobaça avant de réaliser en 1519 dans la sacristie « des portes polylobées où une étrange végétation de troncs d'arbustes ébranchés se termine en accolade flamboyante au-dessus de montants ornés de minces candélabres à l'italienne ». Le style de la Renaissance s'est introduit au Portugal grâce à des sculpteurs rouennais, parmi lesquels Nicolas Chantereine, auteur du portail nord de Belém (1517), et Jean de Rouen, à qui l'on doit la chaire du couvent de Santa Cruz (1522), jouèrent un rôle important. Par la suite Nicolas Chantereine exerça à Coimbra entre 1520 et 1530, puis à Evora de 1533 à 1537, tandis que Jean de Rouen paracheva à Coimbra le portail nord de la Sé Velha en réalisant la Porta Especiosa. Enfin, un autre sculpteur français important établi à Coimbra, Philippe Oudart, revint au naturalisme gothique dans les œuvres qu'il réalisa pour le couvent de Santa Cruz. L'influence mudéjar quant à elle s'est particulièrement exprimée à Sintra ainsi qu'à Evora, dans cette dernière, le porche de l'église Saint-François, réalisé par Martin Lourenço, est tout à fait remarquable par ses cinq baies en arc outrepassé, tandis qu'au couvent Saint-Eloi, la porte de la salle capitulaire se compose d'arcs outrepassés géminés qui retombent sur des faisceaux de colonnettes torsadées. Enfin, l'art du décor en faïence (les futurs azuléjos), qui se développe à partir de l'époque manuéline, est bien sûr hérité des traditions mauresques.
Ainsi, le cloître de Batalha, qui représente l'apogée du style manuélin, comprend une cour intérieure, une fontaine et des locaux conventuels annexes. Il s'illustre par ses sculptures ajourées d'une grande finesse, dont la richesse des compositions ainsi que l'expressivité fantaisiste de cet invraisemblable décor représentent l'acmé de l'architecture médiévale portugaise qui cédera sous peu la place à une architecture plus mesurée et plus rigoureuse.
Sur le monastère des Hiéronymites (qui abrite de nos jours un riche musée de la marine), les thèmes de décoration sculptées, outre les objets de marine (ancres , proues de caravelles…), comprennent de très nombreux animaux d'Afrique, alors inconnus ou presque, qui étaient un sujet d'émerveillement pour les portugais du XVe siècle, mais leur représentation est tout sauf fidèle (cornes, pattes surnuméraires, proportions étranges). Ces sculptures ont été réalisées non pas « sur le motif » mais d'après des récits de marins (probablement enjolivés). Le résultat en est étrange, presque surréaliste avant la lettre.

## Principaux architectes manuélins
- Diogo de Arruda
- Francisco de Arruda
- Diogo Boitaca (ou Boytac)
- Diogo de Castilho
- João de Castilho
- Nicolas Chantereine
- Mateus Fernandes

## Galerie

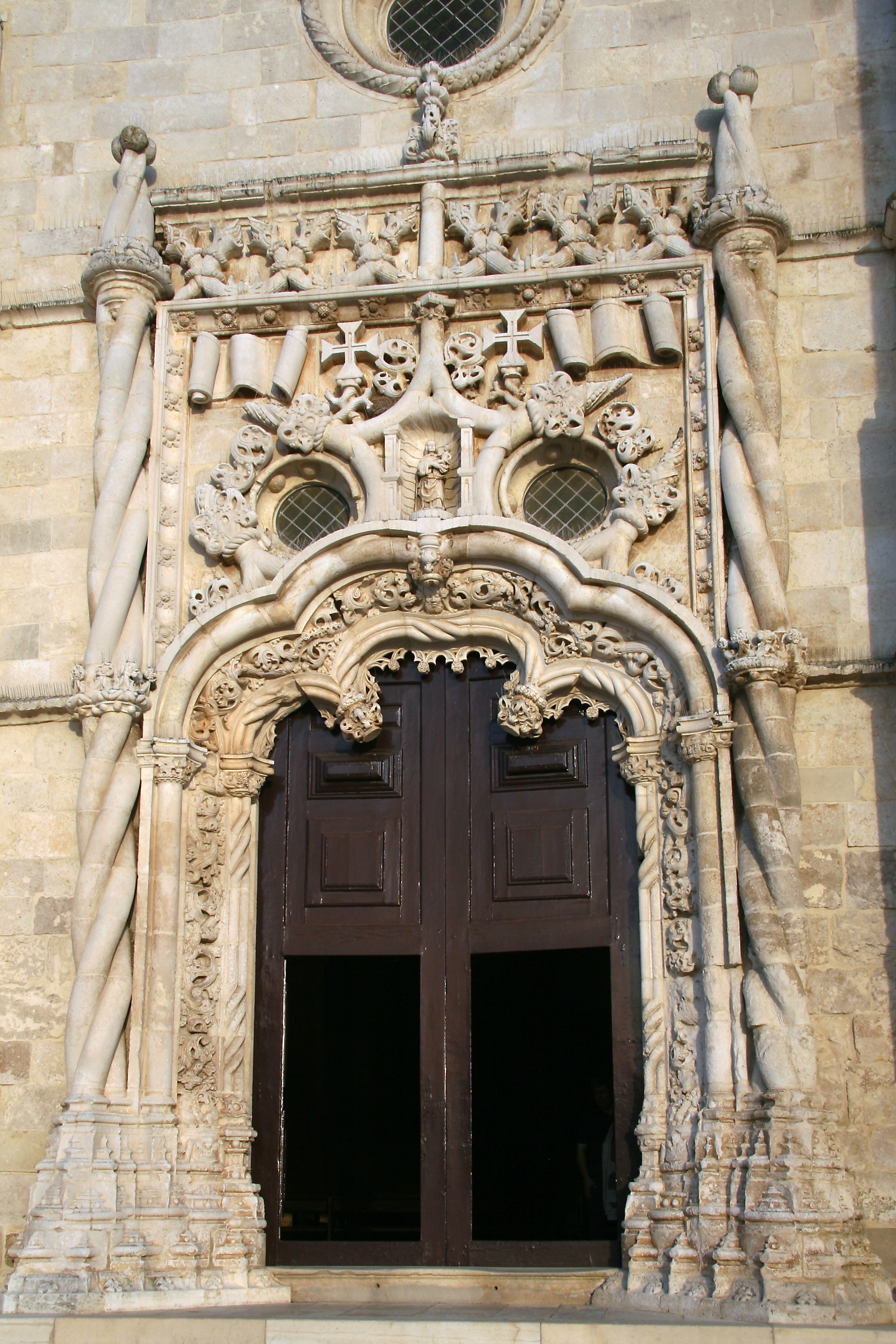
Porte de l'Église de Golegã (en)
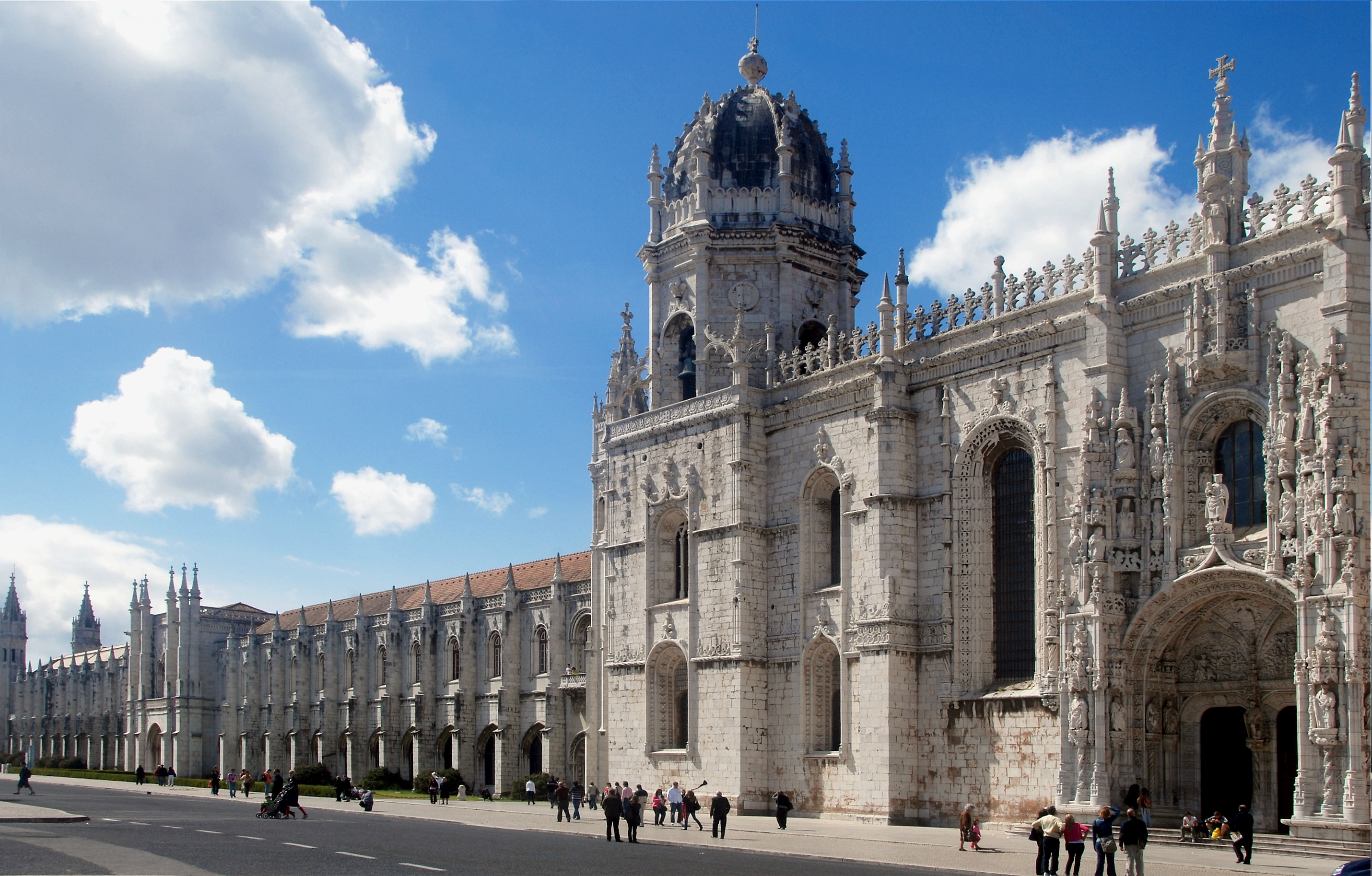
Extérieur du Monastère des Hiéronymites à Lisbonne
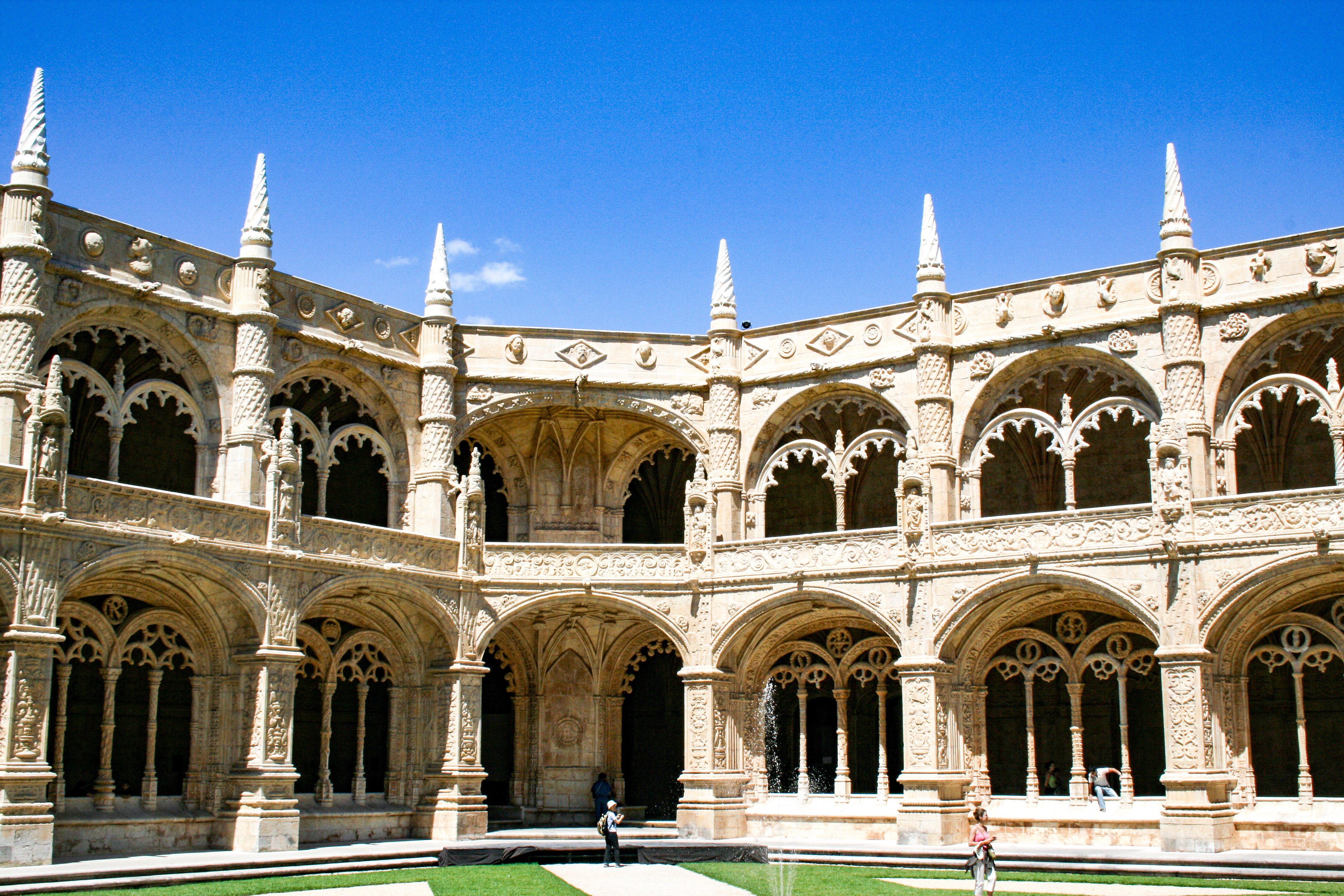
Le monastère des Hiéronymites.
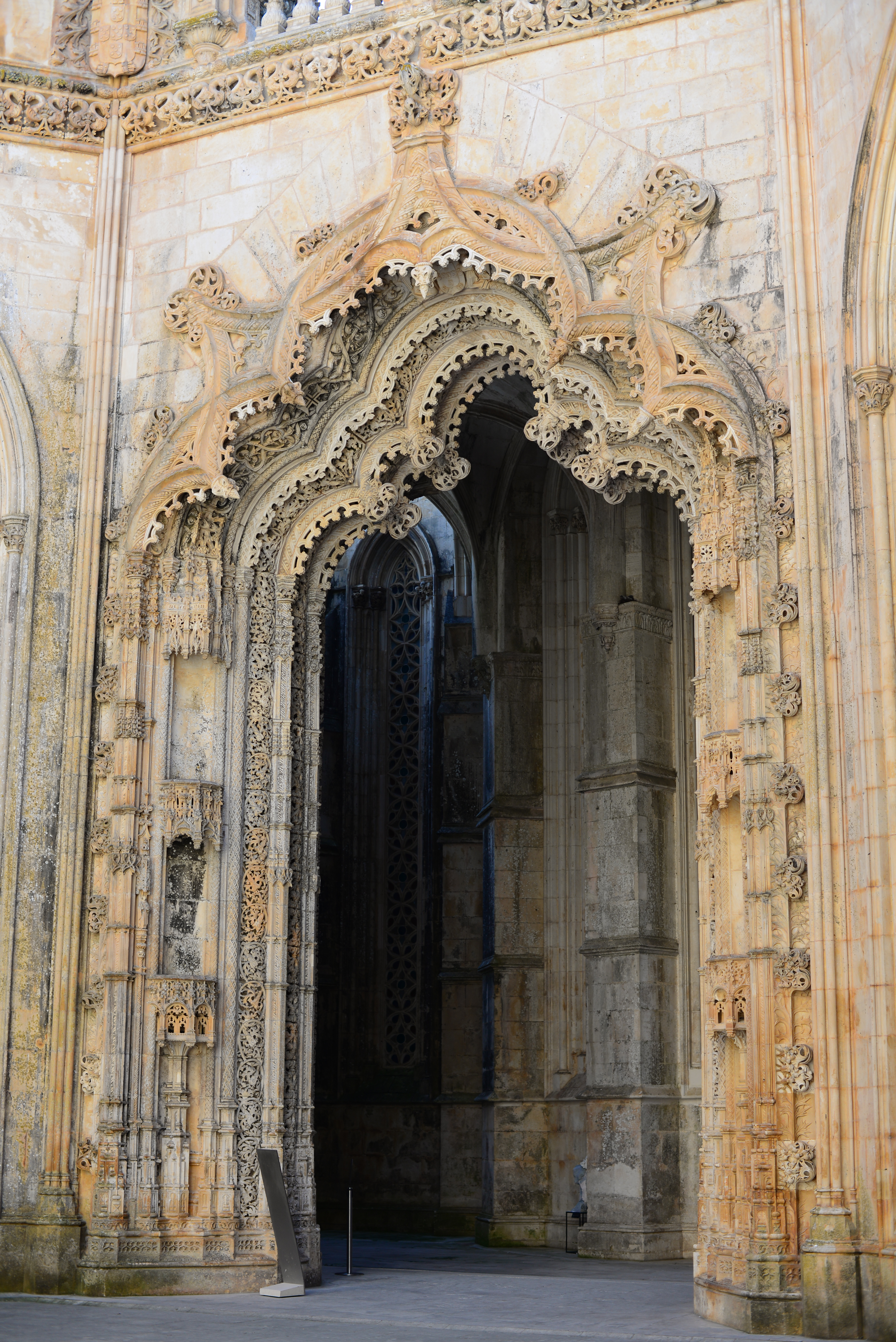
Le monastère de Batalha.
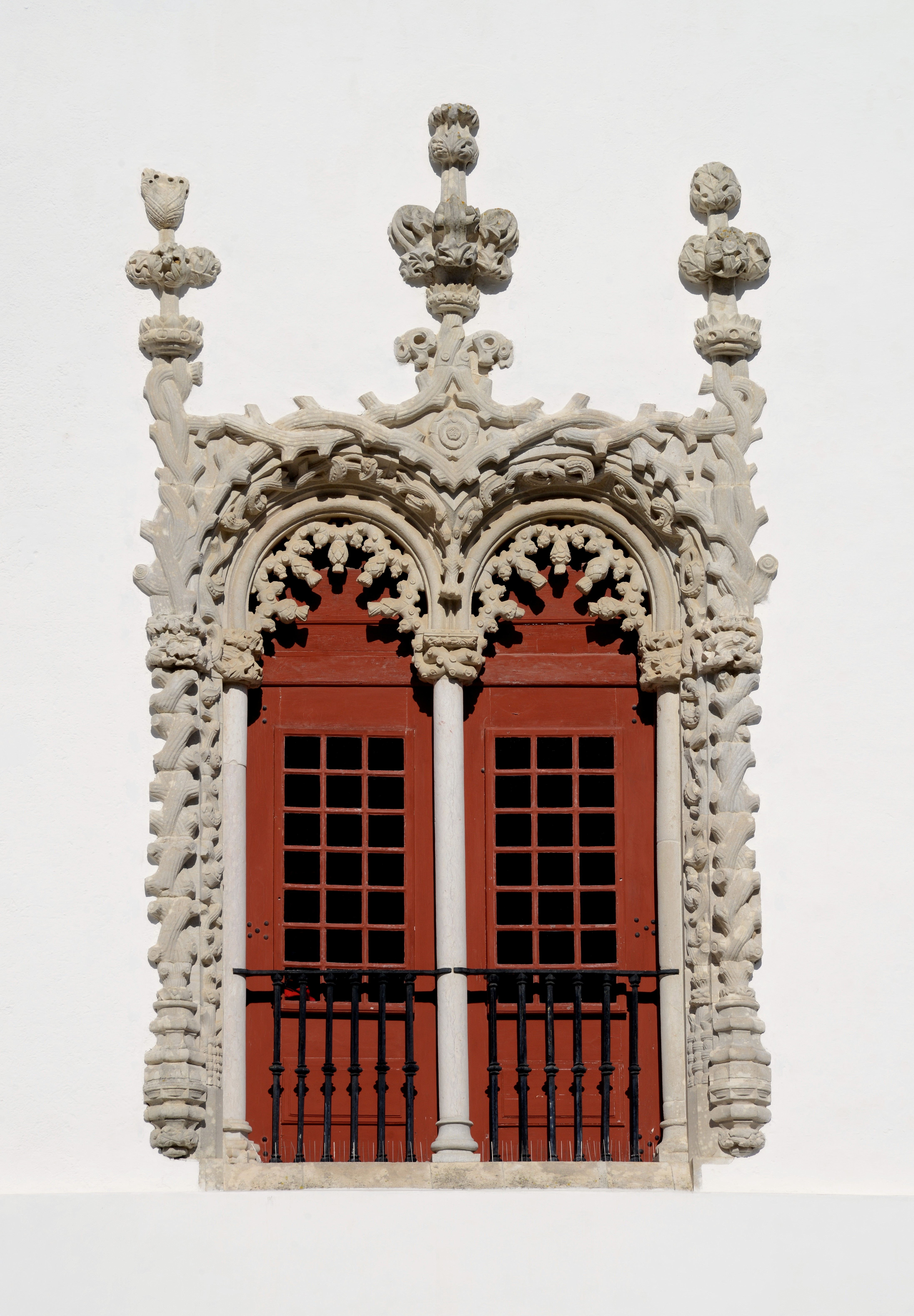
Fenêtre du palais royal de Sintra.
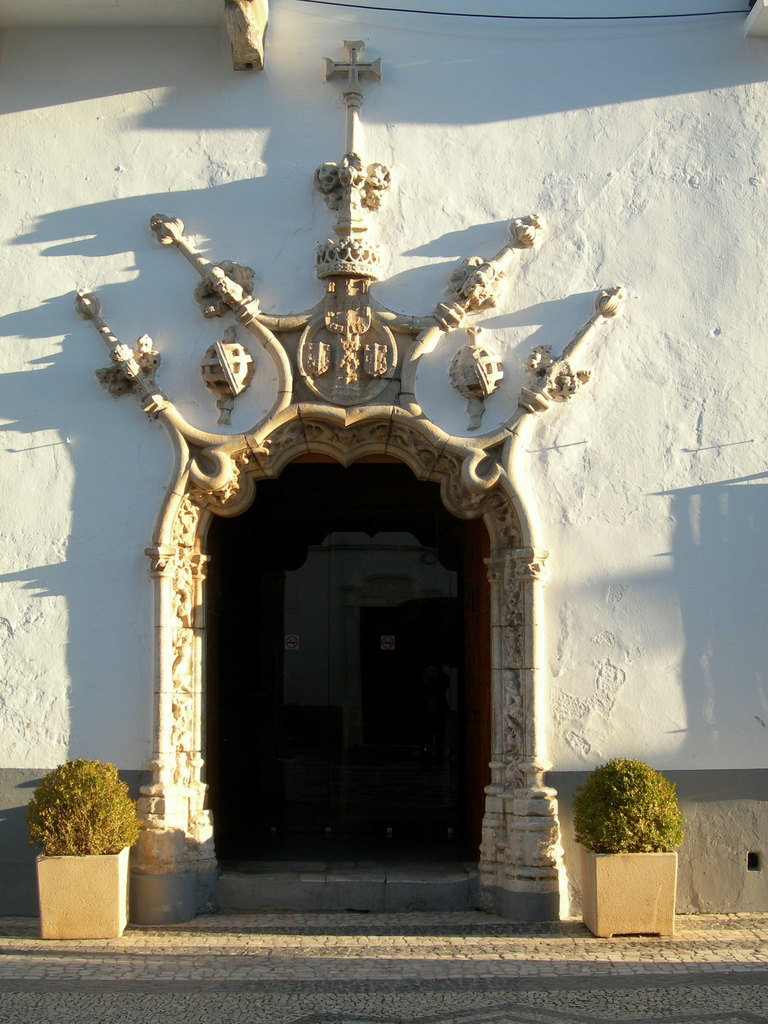
L'extension du style manuélin : la porte de la mairie d'Olivence en Espagne.
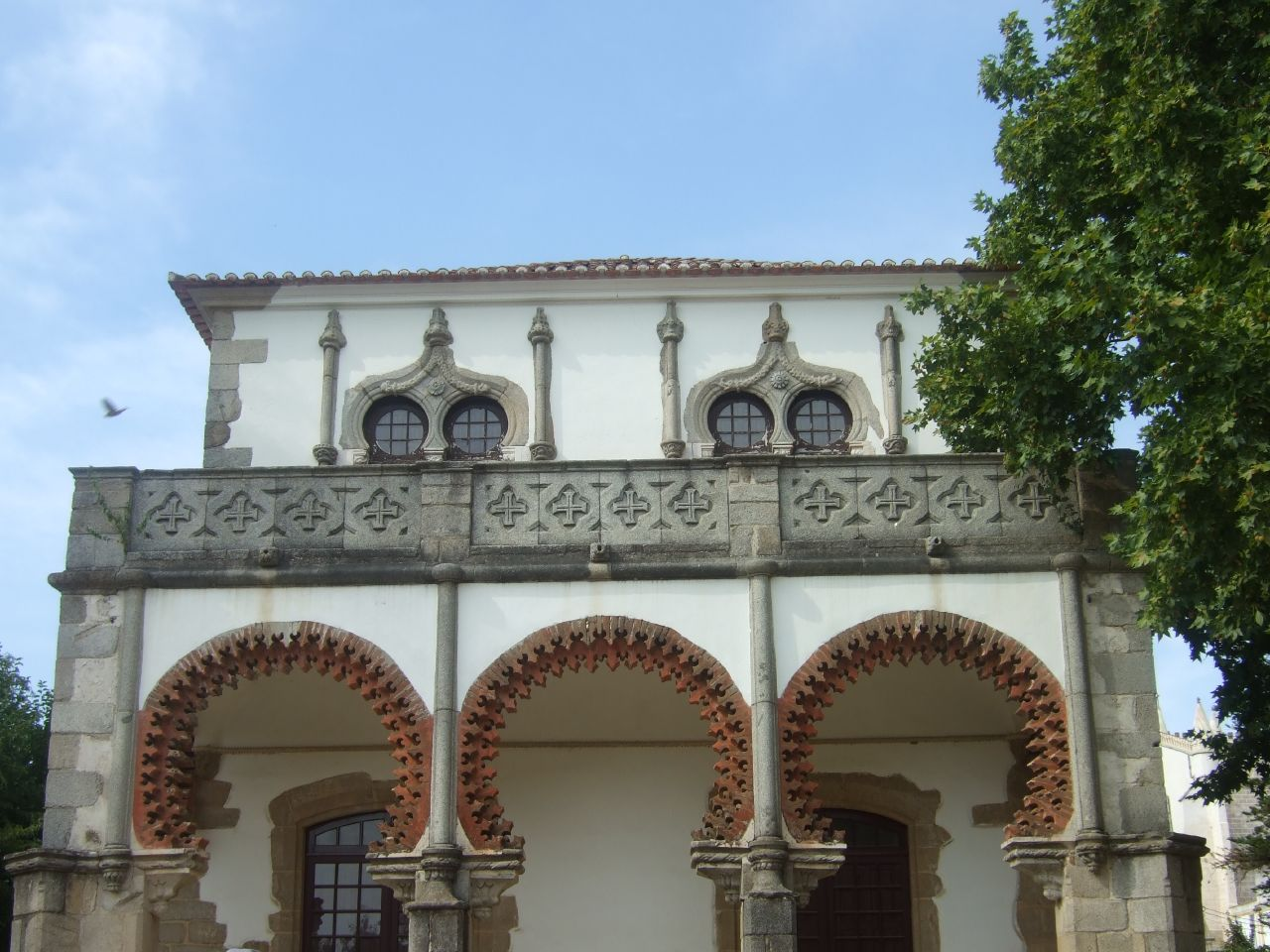
Le Palais royal d'Évora.